# BBC Three
BBC Three es un canal de televisión y servicio británico de televisión por internet que forma parte de la radiodifusora pública BBC. Está dirigido a espectadores entre 16 y 34 años.
Comenzó sus emisiones como canal de televisión el 9 de febrero de 2003, con una programación enfocada a adolescentes y jóvenes adultos. Durante trece años compartió frecuencia con el canal infantil CBBC, por lo que su programación comenzaba a las 19:00 y terminaba a las 4:00. A diferencia de otros canales británicos, se estableció una cuota del 70% de contenido original y del 90% de producción británica que cubriera todos los géneros posibles, especializándose en series, humor y telerrealidad.
El 16 de febrero de 2016, BBC Three cesó sus emisiones como canal de televisión por motivos presupuestarios y fue reconvertido en un servicio de televisión por internet a través de la plataforma BBC iPlayer. No obstante, en noviembre de 2021 el grupo obtuvo autorización para recuperar la marca como canal de televisión lineal a partir del 1 de febrero de 2022.

## Historia

### Canal de televisión (2003-2016)
En 2001 la BBC decidió crear dos nuevos canales de televisión digital terrestre en abierto que complementarían la oferta de BBC One y BBC Two: el tercer canal BBC Three (orientado al público joven) y el cuarto canal BBC Four (enfocado a la cultura), tomando las frecuencias de BBC Choice y BBC Knowledge respectivamente. 
Los planes del gobierno británico se vieron retrasados por razones presupuestarias y estratégicas: BBC Four se puso en marcha en marzo de 2002, pero respecto a BBC Three había dudas porque su público objetivo era muy similar al de los canales comerciales ITV2 y E4. Finalmente BBC Three comenzó sus emisiones el 9 de febrero de 2003, compartiendo frecuencia con el canal infantil CBBC. Desde sus orígenes se estableció que el canal debía ir dirigido a un público joven «entre 16 y 34 años», con contenidos originales y una decidida apuesta por la nueva producción británica.
Al principio la programación del tercer canal apostaba por espacios procedentes de BBC One y BBC Two, entre ellos la emisión anticipada de la telenovela EastEnders y la serie documental Doctor Who Confidential. No obstante, se hizo un hueco entre la oferta británica gracias a los programas originales de humor (Little Britain, The Mighty Boosh y la sitcom Gavin & Stacey), ciencia ficción (Torchwood), documentales y telerrealidad. BBC Three también era una ventana alternativa para eventos en directo, entre ellos los Juegos Olímpicos de Londres 2012.
Los servicios informativos de BBC idearon un noticiario alternativo, 60 Seconds, que resumía los principales acontecimientos del día en tan solo un minuto.

### Plataforma digital (2016-2021)
En febrero de 2014, la dirección general de la BBC anunció un recorte presupuestario de 100 millones de libras que incluía el cierre de varios canales de televisión, entre ellos BBC Three. A finales del mismo año se desveló un plan para convertir el tercer canal en una plataforma de televisión por internet, así como el traslado de los programas con más audiencia a BBC One y BBC Two.
A pesar de que los espectadores del canal se organizaron contra el cierre a través de la plataforma «Save BBC Three», el Consejo de la BBC confirmó el cierre del tercer canal en noviembre de 2015, alegando que el público joven había dejado de consumir televisión lineal en favor del video bajo demanda y el streaming. La medida implicaba también que CBBC extendería sus emisiones hasta las 21:00.
El 16 de febrero de 2016, BBC Three dejó de emitir por televisión y centró su actividad en la plataforma digital BBC iPlayer. El mayor éxito en esta etapa ha sido la comedia Fleabag, creada en 2016 por Phoebe Waller-Bridge y ganadora de seis premios Primetime Emmy, y la versión británica de RuPaul's Drag Race UK. En marzo de 2019 se habilitó una franja nocturna de BBC One para emitir series exclusivas de este canal.

### Recuperación de BBC Three (desde 2022)
En 2021 se desveló que la BBC había planeado recuperar BBC Three como canal de televisión lineal, en señal compartida con CBBC, con el propósito de captar el mayor público posible más allá de internet. El proyecto obtuvo autorización de la Oficina de Comunicaciones (Ofcom) en noviembre del mismo año, condicionado a emisiones desde las 19:00 hasta las 04:00.
A partir del 10 de enero de 2022, CBBC recuperó su horario de emisiones anterior y BBC Three comenzó sus emisiones en pruebas con vistas al lanzamiento definitivo, que tuvo lugar el 1 de febrero de 2022.